# فرودگاه کاردلا
فرودگاه کاردلا (به انگلیسی: Kärdla Airport) (به زبان بومی: Kärdla lennujaam) یک فرودگاه همگانی با کد یاتا KDL است که یک باند فرود آسفالت دارد و طول باند آن ۱۵۲۰ متر است. این فرودگاه در شهر کاردلا کشور استونی قرار دارد و در ارتفاع ۵ متری از سطح دریا واقع شده‌است.

## شرکت‌های هواپیمایی و مقصدهای پروازی
| شرکت‌های هواپیمایی | مقصدهای پروازی        |
| ----------------- | --------------------- |
| Transaviabaltika  | لنارت مری تالین (PSO) |